# Nousseviller-Saint-Nabor
Nousseviller-Saint-Nabor è un comune francese di 1 143 abitanti situato nel dipartimento della Mosella nella regione del Grand Est.

## Società

### Evoluzione demografica
Abitanti censiti